# Pornografia hardcore
A  Pornografia hardcore ou hard core, é um gênero pornográfico adulto notabilizado por conter cenas de sexo explícito em todas as formas possíveis, com o detalhamento específico de genitálias em ações de sexo vaginal, sexo oral, de sexo anal, ejaculações, entre outras. É um termo criado para se distinguir do softcore, cujas cenas de relações sexuais são apenas sugestivas.